# Coupe d’AOF
Der Coupe d’AOF (französisch : Coupe d’Afrique Occidentale Française) war der Fußballpokalwettbewerb der französischen Kolonialföderation Französisch-Westafrika.
Nachdem am 31. März 1946 in Dakar der Fußballverband Französisch-Westafrikas, die Ligue d’AOF de Football gegründet worden war, beschloss Verbandspräsident Barat die Austragung eines Vereinswettbewerbes, nachdem vom französischen Verband Fédération Française de Football (FFF) ein Pokal gestiftet worden war. Dieser Wettbewerb war zunächst auf senegalesische Vereine beschränkt, zeitgenössische Medien bezeichneten den Wettbewerb aber teils als Coupe du Sénégal, teils als Coupe d’AOF, wobei sich letztere Bezeichnung bis zum Zeitpunkt des Finales durchgesetzt hatte. Die erste Ausgabe war ein voller Erfolg und wurde von der Öffentlichkeit mit Leidenschaft verfolgt. Sechzehn Vereine aus den vier Städten Senegals – Dakar, Saint-Louis, Rufisque, Gorée – spielten im K.-o.-System den ersten Titelträger aus. Im Finale besiegte US Gorée mit Spielertrainer Raoul Diagne Jeanne d’Arc Dakar mit 2:1.
In den folgenden Jahren nahmen auch Mannschaften aus Dahomey (heute Benin), Obervolta (heute Burkina Faso), Französisch-Sudan (heute Mali), Guinea, Elfenbeinküste und Niger sowie Togo teil, das nicht Teil der Föderation war. Der organisierende Fußballverband wurde 1951 dem Verband des Mutterlandes angeschlossen.

## Titelträger
Coupe d’Afrique Occidentale Française:
- 1947 US Gorée
- 1948 Foyer France Sénégal (Dakar)
- 1949 Racing Club Dakar
- 1950 Racing Club Conakry
- 1951 ASC Jeanne d’Arc (Dakar)
- 1952 ASC Jeanne d’Arc
- 1953 Jeanne d’Arc Bamako
- 1954 US Gorée
- 1955 US Gorée
- 1956 Jeanne d’Arc Bamako
- 1957 Réveil Saint-Louis
- 1958 Africa Sports  (Abidjan)
- 1959 Saint-Louisienne

Coupe Interfédérale:
- 1960 Étoile Filante de Lomé